# Quercus blufftonensis
Quercus blufftonensis är en bokväxtart som beskrevs av William Trelease. Quercus blufftonensis ingår i släktet ekar, och familjen bokväxter.
Artens utbredningsområde är South Carolina. Inga underarter finns listade.